# Рейман, Макс
Макс Рейман (нем. Max Reimann; 31 октября 1898, Эльбинг — 18 января 1977, Дюссельдорф) — деятель немецкого и международного коммунистического движения, первый секретарь Коммунистической партии Германии.

## Биография
Родился 31 октября 1898 г. в городе Эльбинге (Восточная Пруссия, ныне Польша) в семье рабочего. Юношей поступил на судостроительные верфи, где получил первую трудовую и политическую закалку. Совсем ещё молодым человеком он становится одним из вожаков союза металлистов родного города. В 1913 вступил в Союз социалистической рабочей молодёжи, в 1916 — в «Союз Спартака». Активно участвовал в революционной деятельности, изучал марксистскую литературу, знакомился с идеями и делами выдающихся революционеров А. Бебеля, К. Либкнехта, Р. Люксембург. Активно участвовал в Ноябрьской революции 1918 г.. В 1919 г. приговорен к году лишения свободы за революционную деятельность, отбывал наказание в кёнигсбергской тюрьме.
С первых дней существования Компартии Германии Макс Рейман в её рядах. Участвовал в подавлении Капповского путча 1920 г. В 1920 г. переселился в Рурскую область — важнейший центр промышленного производства и классовой борьбы Германии. Здесь в городе Алене поступает работать на одну из шахт. Используя уже накопленный опыт борьбы, М. Рейман активно включается в партийную работу среди рурских горняков и металлистов. По заданию руководства КПГ Макс Рейман сосредоточил своё основное внимание в это время на работе в профсоюзах, избирался на различные профсоюзные посты. В 1928—32 секретарь партийной организации в г. Хамм. В 1932 г. Реймана выдвинули на пост секретаря «Революционной профсоюзной оппозиции» Рурской области.
После прихода нацистов к власти в Германии в 1933 г., Макс Рейман ушёл в подполье, выполнял поручения руководства партии в Рурской области, в Берлине, в других местах страны. В 1938 г. гестапо напало на след Реймана и в апреле 1939 арестовало его. Находился в заключении в тюрьме в Дортмунде, затем в концлагере Заксенхаузен. Являлся одним из самых активных членов подпольного антинацистского комитета в Заксенхаузене, руководившего разветвленной, хорошо законспирированной лагерной организацией, которую охране не удалось раскрыть. В октябре 1944 г. по решению подпольного комитета Заксенхаузена Максу Рейману устроен перевод в другой концлагерь — в Фалькензее. Здесь он возглавил антинацистскую организацию, которая начала готовиться к активным действиям. Получив сведения о подходе советских войск, антинацисты Фалькензее подняли восстание, разоружили охрану СС, а затем передали лагерь наступавшим частям Советской Армии. Через несколько дней М. Рейман был в освобожденном Берлине, где вместе с В. Пиком, В. Ульбрихтом и другими немецкими коммунистами активно включился в борьбу теперь уже за организацию и обновление жизни на немецкой земле, освобожденной от власти нацизма.
Вскоре руководство партии приняло решение о том, что Макс Рейман должен вернуться в Рурскую область, где он жил и работал до захвата нацистами власти. В 1945—48 Рейман — сначала первый секретарь организации КПГ в Рурской области, затем руководитель организации компартии земли Северный Рейн — Вестфалия. В 1948—54 председатель правления КПГ. В 1954 был избран первым секретарём правления (с 1956 ЦК) КПГ. В 1949—1953 депутат бундестага, возглавлял в нём фракцию компартии. В условиях преследований со стороны правительства Западной Германии добился того, что Коммунистическая партия Германии в первые послевоенные годы стала одной из ведущих политических партий. Макс Рейман противостоял попыткам реакционных кругов ФРГ разделения Германии на два различных государства и вел борьбу за единую демократическую Германию. В 1949 г. за критику политики западных оккупационных властей и руководства Христианско-демократического союза находился по приговору английского военного трибунала в заключении в дюссельдорфской тюрьме.
В 50-е годы вел борьбу против возрождения милитаризма в ФРГ и развития реваншистских идей, которые активно выдвигались правыми силами, и прежде всего руководством ХДС/ХСС.
После запрета Коммунистической партии Германии в августе 1956 г. Макс Рейман руководил переходом партии к подпольным методам борьбы, созданию нелегальной пропагандистской сети. Распространялись центральные органы печати «Фрайес фольк» и «Виссен унд тат», выходили десятки местных газет на предприятиях и по месту жительства трудящихся, регулярно вещала радиостанция коммунистов «Дойче фрайхайтсзендер 904».
После изменения политического курса ФРГ в середине 60-х гг., в начале 1967 г. руководство КПГ образовало специальную комиссию по вопросам легализации партии во главе с М. Рейманом. Комиссия направила письмо канцлеру Кизингеру с предложением вступить в контакты и обсудить проблему легализации (письмо осталось без ответа). В апреле 1969 г. в Эссене состоялся учредительный съезд Германской коммунистической партии. В сентябре 1971 г. М. Рейман был принят в ряды ГКП одной из рурских первичных организаций. Дюссельдорфский съезд 1971 г. избрал Макса Реймана Почетным президентом Германской компартии. Через некоторое время товарища Реймана избрали также членом Президиума Правления партии.
Макс Рейман умер 18 января 1977 г. в Дюссельдорфе. Похоронен в Мемориале социалистов на Центральном кладбище Фридрихсфельде в Берлине.

## Награды
- орден Октябрьской Революции (30.10.1968)

## Сочинения
- Рейман Макс. Решения 1945—1956. М Политиздат 1975 г.
- Избранные статьи и речи, М., 1970
- Влияние Великого Октября на трудящихся Германии, М., 1967.
- Макс Рейман о проблемах послевоенной Западной Германии // Ежегодник германской истории 1985.